# وزارة الشؤون الرقمية والنقل

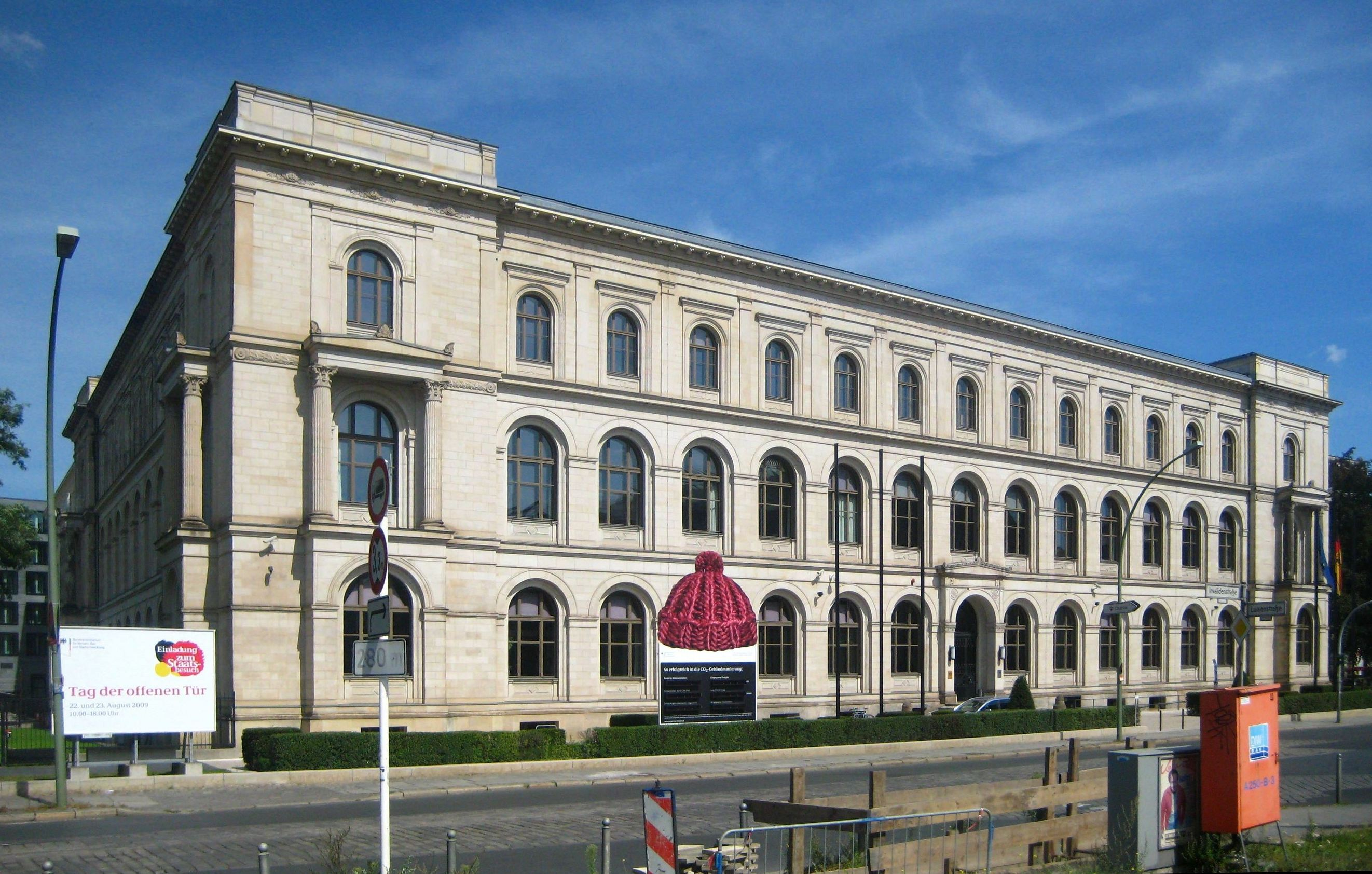
مقر الوزارة في برلين

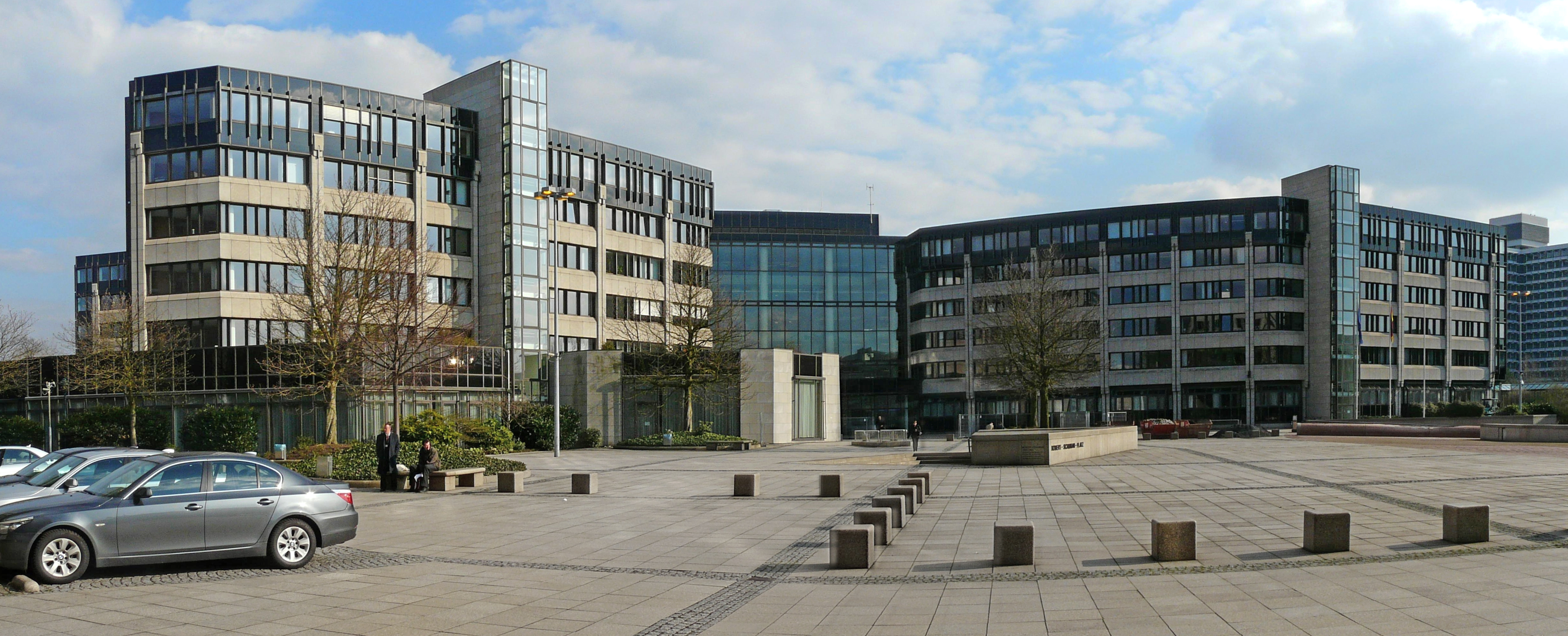
مقر الوزارة الثاني في بون

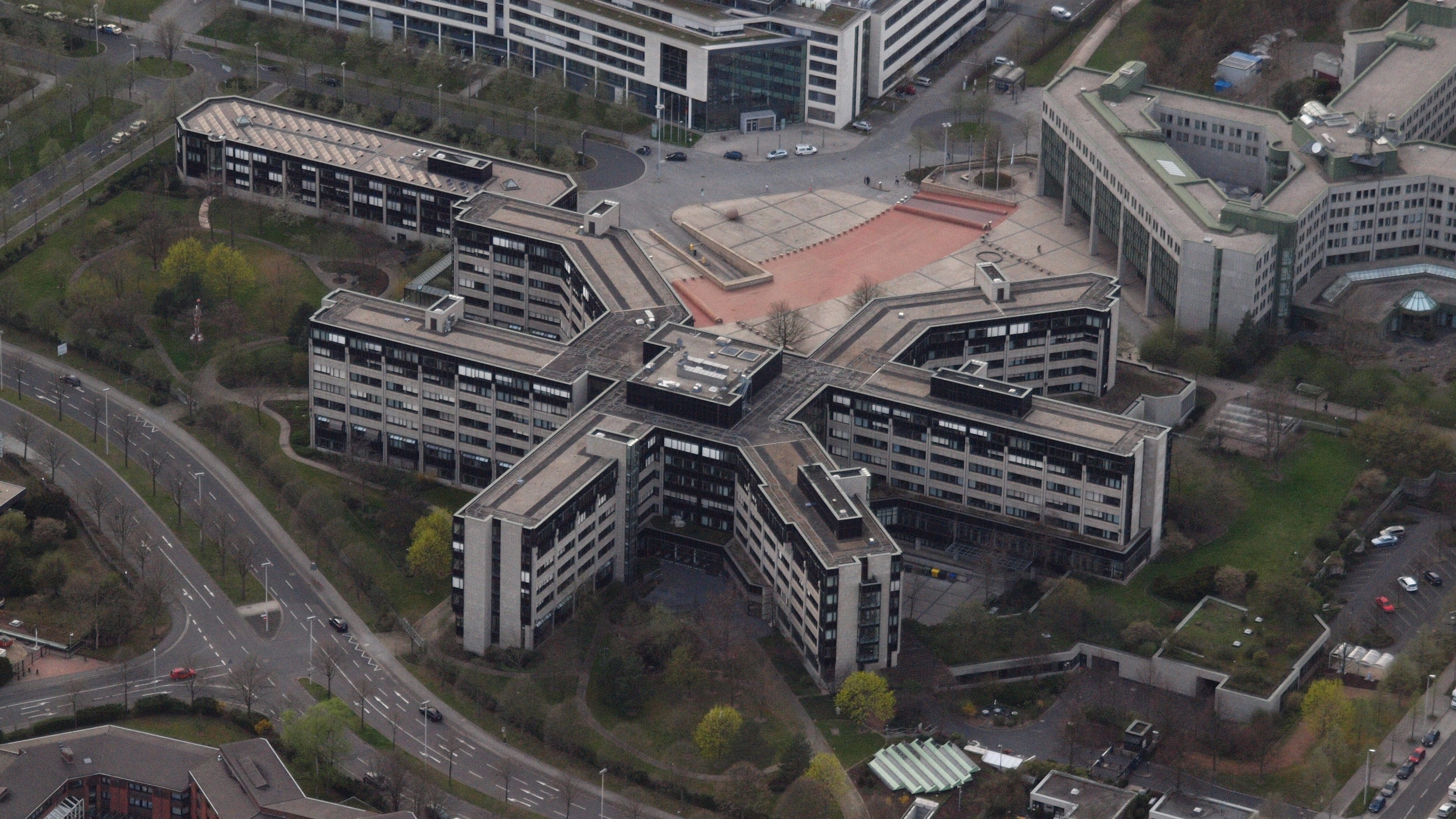
منظر جوي لمبنى الوزارة في بون

الوزارة الاتحادية للشؤون الرقمية والنقل (بالألمانية: Bundesministerium für Digitales und Verkehr) تُختصر BMDV، هي وزارة اتحادية في جمهورية ألمانيا الاتحادية يقع مقرها الرئيسي في برلين ولها مقر فرعي في مدينة بون. يرأس الوزارة منذ 8 ديسمبر 2021 فولكر فيسينغ من الحزب الديمقراطي الحر.
تم تشكيل الوزارة من خلال دمج الوزارة الاتحادية للنقل السابقة والوزارة الاتحادية للتخطيط الإقليمي والبناء والتطوير الحضري، وكلاهما أنشئ في عام 1949. وقد تم في البداية تسمية الوزارة المدمجة باسم الوزارة الاتحادية للنقل والمباني والإسكان إلى أن تبنت الوزارة اسم الوزارة الاتحادية للنقل والبناء والتطوير الحضري (BMVBS) في عام 2005. نشأت الوزارة الحالية عن طريق إعادة تسمية BMVBS من خلال المرسوم التنظيمي الصادر عن حكومة ميركل الثالثة في 17 ديسمبر 2013.

## لمحة تاريخية
تأسست وزارة النقل عام 1949 في مدينة بون وانتقلت مع الحكومة الاتحادية إلى عام 1999. في 3 أكتوبر 1990 دُمجت فيها وزارة النقل في جمهورية ألمانيا الديمقراطية في سياق إعادة توحيد ألمانيا.
بموجب المرسوم التنظيمي الصادر عن المستشار الاتحادي في 27 أكتوبر 1998 دُمجت وزارة النقل ووزارة التخطيط والبناء والتنمية الحضرية لتنشأ وزارة النقل والبناء والإسكان. تم تغيير اسمها إلى وزارة النقل والبناء والتنمية الحضرية في عام 2005.
بتشكيل حكومة ميركل الثالثة تم تغيير اسم الوزارة إلى وزارة النقل والبنية التحتية الرقمية بموجب المرسوم التنظيمي الصادر عن المستشار في 17 ديسمبر 2013. في الوقت نفسه تم نقل اختصاص البناء والتنمية الحضرية إلى وزارة البيئة وحماية الطبيعة والبناء والسلامة النووية، وفي مارس 2018 إلى وزارة الداخلية والبناء والأمن الوطني.
بعد تعيين المستشار أولاف شولتس في 8 ديسمبر 2021 أمر بموجب مرسوم تنظيمي في نفس اليوم بتغيير اسم الوزارة من وزارة النقل والبنية التحتية الرقمية لتصبح وزارة الشؤون الرقمية والنقل. في الوقت نفسه تم تكليف الوزارة بمسؤولية الاتصالات السلكية واللاسلكية بما في ذلك الإشراف الفني والقانوني ذي الصلة لوكالة الشبكة الاتحادية، دون مسؤوليات قطاع البريد، بالإضافة إلى مسؤوليات السياسة الرقمية الوطنية والأوروبية والدولية دون المسؤوليات للشركات الناشئة.

## الهيكل التنظيمي
تنقسم الوزارة إلى تسع إدارات مع ما يصل إلى أربع إدارات فرعية تقدم تقاريرها إلى الوزير نفسه أو إلى وزراء الدولة:
تنقسم الوزارة إلى تسع إدارات، تضم كل منها من قسم إلى ثلاثة أقسام:
- الإدارة العامة والاتصال
- الإدارة المركزية
- إدارة الطرق الاتحادية السريعة
- إدارة حركة المرور
- إدارة السكك الحديدية
- إدارة الشؤون الأساسية
- إدارة المجتمع الرقمي
- إدارة النقل الجوي
- إدارة الممرات المائية والشحن.

تخضع إدارة الإدارة والاتصالات مباشرة للوزير. وتخصص الإدارات المتبقية لأميني الدولة الدائمين.

## الوكالات
تتبع الوكالات التالية للوزارة:
- المكتب الاتحادي للتحقيق في حوادث الطائرات
- المكتب الاتحادي للتحقيق في الحوادث البحرية
- الوكالة الاتحادية للملاحة البحرية والهيدروغرافية في هامبورغ، توفر هذه الوكالة من بين أمور أخرى معلومات عن جميع المسائل المتعلقة بالشحن البحري، إلى برامج التمويل الخاصة، وقانون العلم، وشهادة البحارة ومعلومات عن السواحل والمياه الساحلية لألمانيا.[3]

## الهيئات
- المعهد الاتحادي لعلم المياه
- المكتب الاتحادي للشحن
- المكتب الاتحادي للملاحة البحرية ومسح المسطحات المائية
- المعهد الاتحادي لبحوث الطرق السريعة
- الوكالة الاتحادية للخدمات الإدارية
- المعهد الاتحادي للهندسة الهيدروليكية
- المكتب الاتحادي للرقابة على الحركة الجوية
- أصول السكك الحديدية الاتحادية
- الوكالة الاتحادية للتحقيق في حوادث السكك الحديدية
- الوكالة الاتحادية للتحقيق في حوادث الطائرات
- الوكالة الاتحادية للتحقيق في الحوادث البحرية
- الشركة الألمانية لمراقبة الحركة الجوية ذات المسؤولية المحدودة
- الأرصاد الجوية الألمانية
- المركز الألماني لأبحاث النقل بالسكك الحديدية
- شركة الأوتوبان الاتحادية ذات المسؤولية المحدودة
- المكتب الاتحادي للسكك الحديدية
- هيئة إدارة الممرات المائية وإدارة الشحن لهندسة المرور
- المكتب الاتحادي للطرق السريعة
- شركة تنسيق مطارات ألمانيا ذات مسؤولية محدودة
- المديرية العامة للممرات المائية والشحن
- المكتب الاتحادي للمواصلات الآلية
- المكتب الاتحادي للطيران
- مكتب تدريب واختبار الموظفين الفنيين
- مركز الملاحة البحرية لإدارة الممرات المائية الشحن
- الإدارة الاتحادية للممرات المائية والشحن

## قائمة الوزراء
الحزب السياسي:
  الحزب الألماني (DP)
  الحزب الديمقراطي الاجتماعي الألماني (SPD)
  الاتحاد الاجتماعي المسيحي (CSU)
  الاتحاد الديمقراطي المسيحي (CDU)
  الحزب الديمقراطي الحر (FDP)
| الاسم (مواليد-وفاة)                | الاسم (مواليد-وفاة)            | الصورة     | الحزب                       | فترة شغل المنصب | فترة شغل المنصب | المستشار (الحكومة)                                             |
| وزير النقل                         | وزير النقل                     | وزير النقل | وزير النقل                  | وزير النقل      | وزير النقل      | وزير النقل                                                     |
| ---------------------------------- | ------------------------------ | ---------- | --------------------------- | --------------- | --------------- | -------------------------------------------------------------- |
|                                    | هانز كريستوف زيبوم (1903–1967) |            | DP (حتى 1960) CDU (من 1960) | 20 سبتمبر 1949  | 30 نوفمبر 1966  | كونراد أديناور (I • II • III • IV • V) لودفيغ إيرهارت (I • II) |
|                                    | غيورغ ليبر (1920–2012)         |            | SPD                         | 1 ديسمبر 1966   | 7 يوليو 1972    | كورت غيورغ كيزينغر (I) فيلي براندت (I)                         |
|                                    | لاوريتز لاوريتسن (1910–1980)   |            | SPD                         | 7 يوليو 1972    | 16 مايو 1974    | فيلي براندت (I • II)                                           |
|                                    | كورت جشايديل (1924–2003)       |            | SPD                         | 16 مايو 1974    | 4 نوفمبر 1980   | هلموت شميت (I • II)                                            |
|                                    | فولكر هاوف ( 1940)             |            | SPD                         | 6 نوفمبر 1980   | 1 أكتوبر 1982   | هلموت شميت (III)                                               |
|                                    | فيرنر دولينغر (1918–2008)      |            | CSU                         | 4 أكتوبر 1982   | 12 مارس 1987    | هلموت كول (I • II)                                             |
|                                    | يورغن فارنيك (1932–2013)       |            | CSU                         | 12 مارس 1987    | 21 أبريل 1989   | هلموت كول (III)                                                |
|                                    | فريدريش تسيمرمان (1925–2012)   |            | CSU                         | 21 أبريل 1989   | 18 يناير 1991   | هلموت كول (III)                                                |
|                                    | غونتر كراوزه ( 1953)           |            | CDU                         | 18 يناير 1991   | 13 مايو 1993    | هلموت كول (IV)                                                 |
|                                    | ماتياس فيسمان ( 1949)          |            | CDU                         | 13 مايو 1993    | 26 أكتوبر 1998  | هلموت كول (IV • V)                                             |
| وزير النقل والبناء والإسكان        |                                |            |                             |                 |                 |                                                                |
|                                    | فرانتس مونتيفيرينغ ( 1940)     |            | SPD                         | 27 أكتوبر 1998  | 29 سبتمبر 1999  | غيرهارد شرودر (I)                                              |
|                                    | راينهارد كليمت ( 1942)         |            | SPD                         | 29 سبتمبر 1999  | 16 نوفمبر 2000  | غيرهارد شرودر (I)                                              |
|                                    | كورت بوديفج ( 1955)            |            | SPD                         | 20 نوفمبر 2000  | 22 أكتوبر 2002  | غيرهارد شرودر (I)                                              |
|                                    | مانفريد شتولبه ( 1936)         |            | SPD                         | 22 أكتوبر 2002  | 22 نوفمبر 2005  | غيرهارد شرودر (II)                                             |
| وزير النقل والبناء والتطوير الحضري |                                |            |                             |                 |                 |                                                                |
|                                    | فولفغانغ تيفنسيه ( 1955)       |            | SPD                         | 22 نوفمبر 2005  | 28 أكتوبر 2009  | أنغيلا ميركل (I)                                               |
|                                    | بيتر رامساور ( 1954)           |            | CSU                         | 28 أكتوبر 2009  | 17 ديسمبر 2013  | أنغيلا ميركل (II)                                              |
| وزير لنقل والبنية التحتية الرقمية  |                                |            |                             |                 |                 |                                                                |
|                                    | ألكسندر دوبريندت ( 1970)       |            | CSU                         | 17 ديسمبر 2013  | 14 مارس 2018    | أنغيلا ميركل (III)                                             |
|                                    | كريستيان شميدت (1957) بالوكالة |            | CSU                         | 24 أكتوبر 2017  | 14 مارس 2018    | أنغيلا ميركل (III)                                             |
|                                    | أندرياس شوير (1974)            |            | CSU                         | 14 مارس 2018    | 8 ديسمبر 2021   | أنغيلا ميركل (IV)                                              |
| وزير الشؤون الرقمية والنقل         |                                |            |                             |                 |                 |                                                                |
|                                    | فولكر فيسينغ (1970)            |            | FDP                         | 8 ديسمبر 2021   | في المنصب       | أولاف شولتس (I)                                                |

## روابط خارجية
- الموقع الرسمي للوزارة (بالإنجليزية)
- الموقع الرسمي للوزارة (بالألمانية)